# Седой сурок
Седой сурок (лат. Marmota caligata, «сурок в калигах») — вид сурков, обитающий в Северной Америке.

## Описание
Это большой сурок с короткими, тяжелыми конечностями и широкой головой. Общая длина взрослых особей от 62 до 82 см, в том числе от 17 до 25 см — хвост. Самцы значительно больше, чем самки у большинства подвидов. Из-за долгой зимней спячки, вес животных значительно меняется в течение всего года, в среднем от 3,75 кг в мае до примерно 7 кг в сентябре. Некоторые взрослые могут весить до 10 кг. Эпитет «седой» относится к серебристо-серой окраске меха на плечах и верхней части спины, остальные верхние части тела покрыты серым или красновато-коричневым мехом. Голова чёрная сверху, с белым пятном на морде и белым мехом на подбородке и вокруг губ. Нижние части ног чёрные, иногда с белыми пятнами на передних лапах. Сурки имеют длинный покровный волос, который обеспечивает большую часть видимого цвета и плотный, мягкий подшёрсток, обеспечивающий теплоизоляцию. Серый низ тела указывает на недостаток подшёрстка, и там более редкие волосы. Эти сурки линяют в начале-середине лета. Лапы наделены слегка согнутыми когтями, которые несколько больше на передних лапах. На лапах есть безволосые подушечки. Хвост длинный, слегка сплюснутый, и покрыт густым мехом. Оба пола имеют схожий внешний вид. Самки имеют пять пар сосков, которые располагаются от грудных до паховых областей.

## Распространение
Вид распространён в Канаде (Альберта, Британская Колумбия, Северо-Западные территории, Юкон), США (Аляска, Айдахо, Монтана, Вашингтон). Хотя в основном это горный житель, на севере Аляски спускается вниз до уровня моря. Населяет безлесные альпийские луга, где есть скальные выходы.

## Размножение
Самка рождает 4—5 детёнышей в подземных норах в конце весны или в начале лета, после периода беременности около одного месяца. Молодые животные выходят из нор в 3—4 недельном возрасте, к тому времени у них появляется мех и они уже начинают отлучаться от кормления молоком.

## Образ жизни
Седые сурки являются дневными и травоядными животными, их рацион почти полностью состоит из трав и других травянистых растений. Хищниками являются беркуты, гризли и чёрные медведи, волки, койоты, лисы, рыси, пумы и росомахи. Они живут колониями до 36 особей, со средней площадью проживания около 14 гектаров. Каждая колония включает в себя одного, доминирующего, взрослого самца, до трёх взрослых самок, иногда с подчинённым взрослым самцом, а также ряд молодых особей в возрасте до двух лет. Впадает в зимнюю спячку в октябре-феврале на юге, сентябре-апреле в Британской Колумбии. Норы для убежища простые, состоят из одного отверстия от 1 до 2 метров глубиной. Каждая колония роет в среднем пять таких нор в год, и зрелые колонии могут иметь их больше ста. Норы для сна являются большими и сложными, с несколькими входами, глубокими камерами выложенными растительным материалом, и достигают глубины около 3,5 метра. Колония может иметь до 9 постоянных спальных нор. Вокализация включает щебет, свист, рычание, и нытьё. Многие из этих выкриков используются как сигналы тревоги. Седые сурки часто греются на солнце на скалах, тратя до 44 % своего времени утром, хотя они прячутся в своих норах или других затененных местах в жаркую погоду.